# Augusta Chiwy

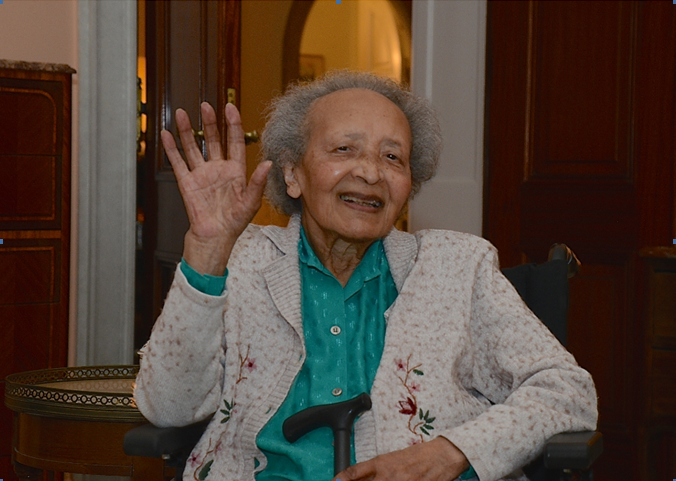
Augusta Chiwy in 2015

Augusta Marie Chiwy (Mubavu, 6 juni 1921 – Brussel, 23 augustus 2015) was een Belgisch verpleegkundige, die in de Tweede Wereldoorlog tijdens de Slag om Bastenaken in 1944 als vrijwilliger medische hulp verleende. Samen met de Amerikaanse arts John Prior en de Belgische verpleegkundige Renée Lemaire (De Engel van Bastenaken) behandelde zij gewonde soldaten tijdens de Slag om de Ardennen.

## Biografie
Chiwy was de dochter van een Congolese vrouw en de Belgische veearts Chiwy uit Bastenaken en groeide op in Belgisch-Congo. Op haar negende verhuisde zij naar België, waar ze werd opgevoed door haar vader en diens zuster Caroline. Op haar negentiende ging zij in Leuven de opleiding tot verpleegkundige volgen.
In december 1944 reisde Chiwy tijdens haar verlof naar Bastenaken om thuis kerst te vieren. Diezelfde dag begonnen de nazi’s de Slag om Bastenaken. Chiwy hielp aanvankelijk bij het evacueren van de stad en het opvangen van burgers die in Bastenaken bleven en een schuilplaats zochten. Prior had inmiddels veel van zijn medisch personeel verloren. Hij had Chiwy aan het werk gezien en besloot haar te vragen hem te komen assisteren.
Aanvankelijk werkten zij, met minimale, primitieve middelen, in de stad. Later gingen ze regelmatig met twee hospiks mee het zwaar onder vuur liggende slagveld op, om gewonden op te halen. Deze zware taak was dubbel riskant voor de kleine Chiwy, aangezien zij zou worden gefusilleerd wegens hulp aan de vijand — de Geallieerden — mocht ze gevangen genomen worden.
Op kerstavond werd hun noodhospitaal getroffen door een bom, waarbij veel patiënten als ook Renée Lemaire omkwamen. Lichtgewond zetten Prior en Chiwy hun werk elders in de stad voort tot de Amerikaanse troepen de Slag om de Ardennen hadden gewonnen en Prior met zijn bataljon verder moest trekken.
Na de oorlog leed Chiwy lange tijd aan een posttraumatische stressstoornis. In 1959 huwde zij een Belgisch militair, met wie ze twee kinderen kreeg. Nadien pakte zij haar loopbaan als verpleegkundige weer op in een kliniek waar mensen met een aandoening aan hun ruggengraat werden behandeld. Haar rol in de oorlog is pas bekend geraakt nadat de Britse historicus Martin King haar wist op te sporen en interviewde voor zijn boek Voices of the Bulge (Stemmen van de Slag om de Ardennen).
In het boek Band of Brothers van Stephen Ambrose wordt zijdelings aan Chiwy gerefereerd. En in de gelijknamige televisieserie komt een verpleegster uit Belgisch-Congo voor: Anna. De historische documentaire Searching for Augusta: The Forgotten Angel of Bastogne van Martin King en regisseur Mike Edwards kreeg in 2015 een Emmy Award.

## Eerbetoon

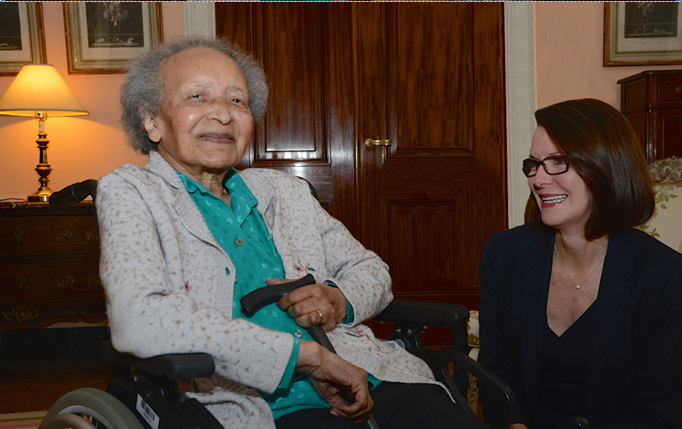
Augusta Chiwy in 2015 met de Amerikaanse ambassadeur Denise Campbell Bauer.

Als erkenning voor haar werk is Augusta Chiwy op 24 juni 2011 de titel ridder in de Kroonorde van België verleend; de eretekens werden haar uitgereikt door minister van Defensie Pieter De Crem. Op 12 december 2011 ontving zij de Amerikaanse Civilian Award for Humanitarian Service uit handen van de toenmalige Amerikaanse ambassadeur in België Howard Gutman. Haar woonplaats Bastenaken benoemde Chiwy op 21 maart 2014 tot ereburger. Na haar overlijden op 23 augustus 2015 werd zij met militaire eer begraven.
- International Standard Name Identifier: 0000 0004 5308 4156
- Library of Congress Control Number: n2014009981
- Nederlandse Thesaurus van Auteursnamen: 338279814
- Système universitaire de documentation: 167561863
- Virtual International Authority File: 287651614
- WorldCat: E39PBJkp6j4GfqdwtXMT3mHwG3